# История театра в России

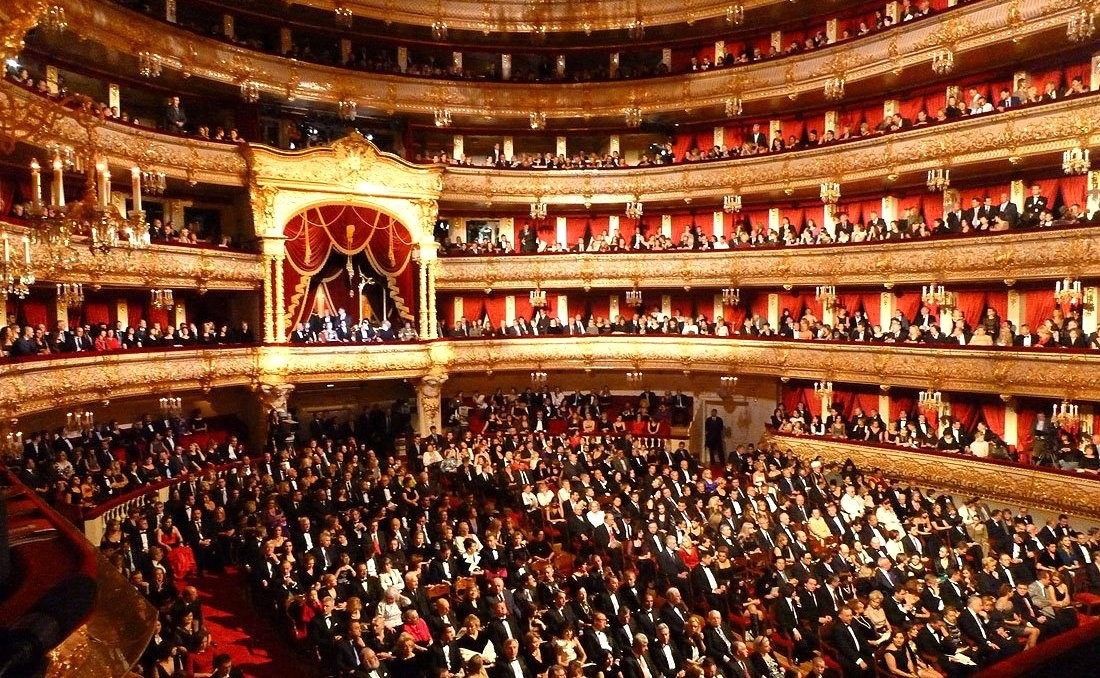
Зрительный зал Большого театра.

## До XVII века
Актёрские действа известны издавна. Сначала они были связаны с религиозными празднествами или с языческими обрядами.
Но постепенно «эстафета» лицедейства была перенята мирянами. Русские средневековые актёры — скоморохи — известны с XI столетия. Среди них были музыканты, певцы, танцоры, шутники, дрессировщики диких животных (в первую очередь речь идёт о медведях, которых выводили для потехи). Это были нищие люди, не имеющие ни угла, ни пропитания, ни одежды, и заняться таким промыслом их заставляла нужда. Часто они объединялись и вместе ходили по Руси, прося подаяния, за которое и показывали свои таланты. Они стали строить на городских площадях лёгкие постройки для своего жилья и приёма посетителей-зрителей — балаганы. Под балаганные представления выделялись точно установленные сроки — как правило, масленичные и пасхальные гуляния, торговые ярмарки и т. п. И хотя официально считается, что первый в России балаган был связан с именем российского императора Петра I, народные представления на Руси известны издавна. 
Из театральных атрибутов скоморохи использовали кукол, маски, раёк, первые музыкальные инструменты — гусли, дудки, и т. д. Однако балаганы ещё долгое время продолжали существовать как места для ярмарочных представлений, да и сами эти шутейные представления на ярмарках, городских и рыночных площадях получили название балаганов. Сюжеты и шутки балаганных выступлений были грубыми, в основном с «физиологическим уклоном» — это были представления для народа, и темы выбирались понятные для самых низких слоёв общества. Поэтому само слово «балаган» со временем приобрело презрительный оттенок и стало значить шумное сборище многих людей с дурным вкусом. Однако не учитывать значение балаганных выступлений в развитии театрального искусства на Руси невозможно.
Представители духовенства ещё с давних времён относились к артистам отрицательно; лицедеев хоронили вне кладбищенских территорий, которые раньше располагались возле церквей. Во многом такое отношение было обусловлено происхождением театральных представлений от языческих плясок и игрищ. Иоанн Златоуст называл театр «училищем страстей», а актрис — «блудницами».
Пренебрежительное отношение к балагану установилось в XIX веке, когда народные гуляния, занимающие весьма заметное место в жизни городского населения России, тем не менее не становились предметом глубокого профессионального исследования. Позже, с начала XX века, появились серьёзные искусствоведческие и культурологические работы, рассматривающие балаган в контексте истории мировой культуры (Абрам Лейферт, Юрий Лотман, Михаил Бахтин и др.). Балаган серьёзно изучался и театральными практиками (Всеволод Мейерхольд, Александр Блок, Алексей Ремизов и др.). Принципиальное отношение к балагану, как и ко всему народному театру, было коренным образом пересмотрено.

## XVII век

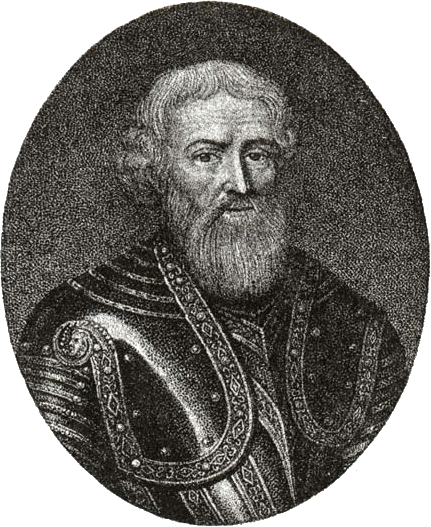
Артамон Матвеев

Планы по созданию придворного театра впервые появились у царя Михаила Фёдоровича в 1643 году в период подготовки свадьбы царевны Ирины и датского принца Вальдемара. Московское правительство попыталось разыскать через рижанина Юстаса Филимонатуса артистов, которые согласились бы поступить на царскую службу. В 1644 году во Псков прибыла труппа комедиантов из Страсбурга. Они прожили в городе около месяца, после чего по неизвестной причине их выслали из России.
Первый царский театр в России принадлежал государю Алексею Михайловичу и просуществовал с 1672 года до 1676 года. Начало его связано с именем боярина Артамона Матвеева, человека весьма образованного и принимавшего западную культуру, который первым и подал идею создания театра по образцу европейского русскому царю, искавшему различные увеселительные мероприятия. Артамон Сергеевич взялся за осуществление собственного предложения, повелев проживавшему в Москве пастору Немецкой слободы Иоганну Готфриду Грегори заняться набором актёрской труппы, что тот и исполнил с прилежным старанием. Пастор не только взялся за обучение новоявленных артистов — 64-х молодых мужиков и мальчиков-подростков, которых собирал и уговаривал пойти в артисты в различных московских заведениях, — но и сочинил пьесу на библейский сюжет о Есфири, спасшей еврейский народ от бесчинств Амана. Пьеса, получившая название «Артаксерксово действо», была написана на родном языке автора — немецком, однако решено было дать спектакль на русском языке.
Для этого собрали всех «толмачей» (переводчиков) из Посольского приказа, а текст пьесы разделили на несколько неравнозначных частей и отдали разным переводчикам. Когда всё произведение было переведено, оказалось, что целостности в тексте нет. Начало «Эсфири» было выписано очень тщательно, причём, силлабическим размером стиха, а в середине текста пьеса вдруг сваливалась на прозу.
Далеко не все переводчики в совершенстве владели немецким языком, а потому текст передавали слишком приблизительно. Не исключено, что отдельные переводчики стремились максимально приблизить немецкий текст к российским реалиям. Автор не настаивал на дословном переводе. В конце концов, какая разница, если пьесу «заказал» сам царь. У него был свой прицел: царю очень хотелось улучшить отношения с Персией, а именно об этой стране шла речь в пьесе.
Вначале представление предполагалось давать в личном доме одного из царских вельмож, однако дело потребовало серьёзного подхода, и вскоре в подмосковной резиденции царя, в селе Преображенском было построено настоящее театральное помещение.
17 октября 1672 года прошло открытие театра и было дано первое представление. На этом событии присутствовали сам царь и все его ближние бояре. Царь сидел в кресле, царица с детьми смотрела «сквозь решетку или, вернее, сквозь щели особого, досками отгороженного помещения», присутствовавшие вельможи стояли прямо на сцене. Представление длилось десять часов, но царь досмотрел всё до конца и остался очень доволен. Когда спектакль был окончен, зрители тут же отправились в баню, так как считали, что после такого «действа» необходимо смыть с себя все грехи. 
В 1673 году произошли некоторые изменения. Театр был перенесён в другое помещение, которое находилось над Аптекарской палатой Кремля. Труппа актёров также пополнилась.

Юрий Москаленко пишет: «до нас дошли сведения даже о гонораре Иоганна Грегори. За первый спектакль, так потешивший царя-батюшку, немецкий пастор получил „40 соболей во 100 рублев, да пару в восемь рублев“. А кроме того, царь пожелал посмотреть в глаза актёрам, и все они предстали перед очи государя…», а сам «драматург» взялся за написание нового драматического произведения
Уже в 1673 году окрыленный Грегори поставил второй спектакль. Он назывался «Комедия из книги Иудифь» или «Олоферново действо», где был уже другой, но все ещё библейский сюжет о еврейской женщине Юдифи, которая пробралась во вражеский стан и отрубила голову ассирийскому военачальнику Олоферну. Справедливости ради следует сказать, что он её потерял ещё до того, как холодное лезвие коснулось кожи. Вот какими словами пытается соблазнить красавицу суровый полководец: «Не зрише ли, прекрасная богиня, яко сила красоты твоея мя уже отчасти преодолевает? Смотрю на тя, но уже и видети не могу. Хощу же говорити, но языком больши прорещи не могу. Хощу, хощу, но не могу же, не тако от вина, яко от силы красоты твоея низпадаю!».
Грегори умер в феврале 1675 года. Руководство придворным театром перешло к его помощнику Юрию Гивнеру, который за короткий период осуществил несколько постановок, в том числе спектакль на историческую тему «Темир-Аксаково действо». В конце 1675 года Гивнера сменил бывший преподаватель Киево-Братской коллегии Степан Чижинский, но его постановки уже не сопровождались прежним успехом. Окончательно театр закрылся со смертью царя Алексея Михайловича, случившейся 29 января 1676 года: «Над Аптекарским приказом палаты, которые были заняты на комедии, очистить и что в тех палатах было, органы и перспективы (декорации) и всякие комедийные припасы, — всё свезти во двор Никиты Ивановича Романова…»

## Крепостные театры

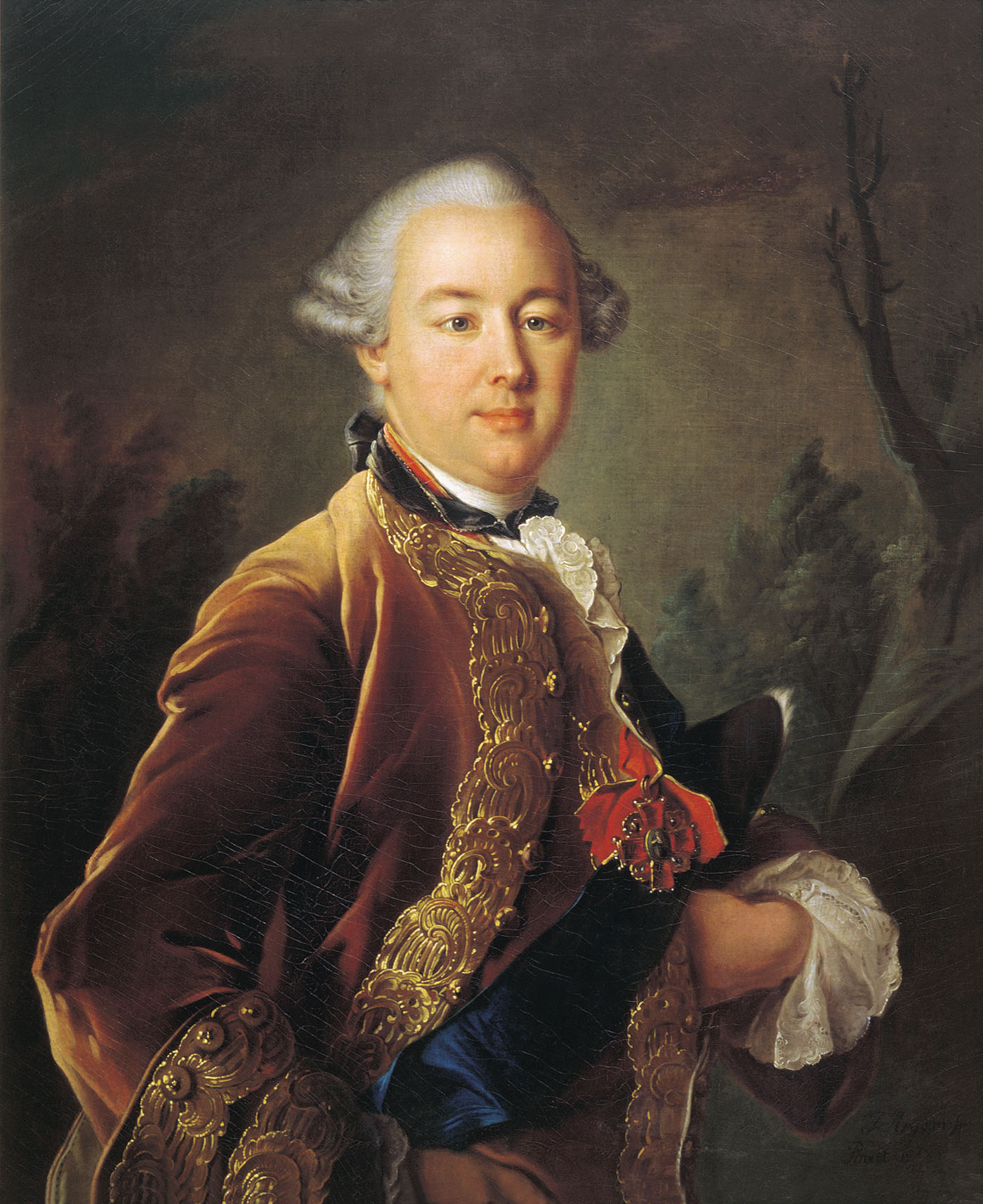
П. Б. Шереметев

Явившись на первых порах забавой двора, крепостной театр тогда же получил распространение и среди близко стоявшего ко двору боярства. Уже при Алексее Михайловиче боярин Матвеев устроил в своем доме театр подобный царскому. Его примеру последовали боярин Милославский, получивший вследствие этого прозвание «потешного», князь Яков Одоевский и любимец царевны Софьи князь Василий Голицын. Одна из приближенных боярынь царевны Софьи, Т. И. Арсеньева, также устраивала у себя в доме театральные зрелища, на которых актёрами являлись её барские люди и барские барыни. В Петербурге уже во времена Елизаветы существовали театры в домах графов Ягужинского и Петра Шереметева. Этот обычай богатых вельмож заводить у себя постоянные домашние театры сохранялся очень долго.
Домашние театры при дворе и у знатных бояр способствовали появлению на сцене женщин (уже в теремах царевны Софии).
В театре графов Шереметевых блистала своим актёрским талантом выдающаяся крепостная актриса Прасковья Жемчугова-Ковалева, позже ставшая графиней Шереметевой.
Репертуар домашних театров составляли, как правило, произведения европейских драматургов и музыкантов, в первую очередь французских и итальянских. На сцене звучала музыка композиторов Пьера Монсиньи, Андре Гретри, Никколо Пиччини, Джованни Паизиелло, Моцарта и  осуществлялись постановки литературных драм французских классицистов Жан-Жака Руссо, Дени Дидро и других. Однако уже появлялись и русские авторы. Одна из ролей, в которых блистала Жемчугова — Зельмира в опере «Зельмира и Смелон, или Взятие Измаила» композитора О. А. Козловского, была написана на основе сюжета российской истории.

## Гастрольные иностранные антрепризы
Иноземные гастролеры, приезжая в Россию, несли с собой не только профессиональное мастерство — они становились источниками развития духовной мысли, социального и творческого развития. В России актёрские труппы, как и актёры и музыканты-одиночки, часто обретали вторую родину, нуждающуюся в их творчестве. Итальянские, немецкие и французские труппы широко были распространены в XVII веке.
Российский император Петр I уже сам приглашал «иноземщину», понимая значение просвещенных и культурных европейцев для развития России. Театральное дело при высочайшем дворе, заглохшее с кончиной Алексея Михайловича, Петром I было возобновлено. Прежде всего он обратил театр из придворного в народный, для всех «охотных смотрельщиков». Театр был переведён из царских хором на Красную площадь (в то время доступ туда был открыт), где воздвигнута была особая «комедийная храмина».
Пётр желал сделать театр выразителем своих побед, но его немецкие комедианты оказались для этого дела непригодными. Директор Петровского театра Яган Куншт (или, по другим написаниям — Иоганн Кунст) затруднился выполнить заказанную Петром по случаю победы его «триумфальную» комедию, и Пётр должен был обратиться к Заиконоспасской академии, где процветала занесённая из Киева духовная драма и мистерия.
«В 1702 г. Петр Великий отправил бывшего „комедиянта“, венгерца Ягана Сплавского, в Данциг, чтобы навербовать там труппу. Сплавский привёз в Москву девять комедиантов под управлением Куншта». Иоганн Кунст стал первым антрепренёром русского театра.

Иоганн Кунст прибыл в Москву с труппой из девяти человек, приглашённый устроить в Москве театральные представления. По контракту он обязывался «царскому величеству всеми вымыслами потехами угодить и к тому всегда доброму, готовому и должному быти»; за всё это Кунст должен был получать по 5000 ефимков в год и из этой суммы сам обязан был удовлетворять своих служащих. Немедленно по прибытии Кунста начата была да Красной площади постройкой «театральная храмина», «а в ней театрум, и хоры, и лавки, и двери, и окна»; «внутри её потолок подбить и кровля покрыта, а снаружи обита тесом». … Кунсту отданы были в научение актёрному делу двенадцать русских молодых людей, выбранных из разных приказов; Кунст должен был «их всяким комедиям учить с добрым радением и всяким откровением» В 1705 г. место Кунста заступил Отто Фиршт; у него играли одни и те же пьесы его актёры по-немецки и выученные Кунстом подьячие по-русски.
Пётр был недоволен современным ему репертуаром. По словам Берхгольца, он требовал от актёров пьес, которые имели бы не более трёх действий, не заключали бы в себе никаких любовных интриг и были бы не слишком грустны, не слишком серьёзны, не слишком веселы. Он желал, чтобы пьесы шли на русском языке и потому хотел иметь комедиантов преимущественно из Польши, а не из Германии.
В эпоху Петра театральное дело развивалось также и в провинции. Так, 1705 годом датируются первые упоминания о театральных представлениях в городе Тобольске, где пропагандистом театра выступал местный митрополит Филофей Лещинский.
После смерти Петра Великого и его сестры царевны Натальи Алексеевны, страстной любительницы театра, театральное дело в России стало увядать, что объясняется равнодушием к нему придворных сфер в царствование Екатерины I и Петра II: дворцовые спектакли стали весьма редким явлением. В Славяно-греко-латинской академии продолжались представления классических драм, которые и получили дальнейшее развитие, удалившись от схоластического направления прежнего духовного театра.
Со вступлением на престол императрицы Анны Иоанновны возобновились придворные спектакли, маскарады и прочие увеселения. Пьесы были преимущественно комического содержания: императрица предпочитала «те крестьянские и немецкие комедии, в которых актёры в конце действия непременно колотили друг друга». Петербургское общество не довольствовалось одной итальянской оперой или немецкими комедиантами, выписанными из Лейпцига, а стало пробовать силы на русской комедии и хлопотало об устройстве постоянного театра во дворцовых покоях. Помещение, приспособленное для этой цели, стало носить название «комедии» и находилось в «новом Зимнем Её Императорского Величества доме».
В дворцовых спектаклях принимала участие вся петербургская знать; особенно смешил Анну Иоанновну своими выходками на сцене Дмитрий Шепелев; исполнителями театральных пьес являлись также сыновья Бирона, Воронцовы, Апраксины, граф Брюсов, Ермаков, Струговщиков и другие; есть основание предполагать, что в придворных спектаклях принимали участие кадеты вновь учреждённого Шляхетного корпуса. С особенной пышностью было поставлено в 1735 году действо о Иосифе. Существовал проект учреждения первого в России театрального училища, представленный балетмейстером Жаном Батистом Ланде; по некоторым сведениям можно предположить, что этот проект осуществился.
Плодотворно работал в России итальянский композитор Джованни Паизиелло, прибывший в Россию в 1776 году по приглашению Екатерины II и назначенный ею придворным композитором.
В XIX веке приветствовалась и продолжалась деятельность иностранных гастролеров, многие из которых оставались в России навсегда, вступая в подданство Российской империи. Очень часто их даже переименовывали на русский лад и по русской традиции присваивали отчество: английского антрепренёра Майкла Медокса называли Михаилом Егоровичем или Михаилом Георгиевичем, немецкого композитора Фридриха Шольца — Федором Ефимовичем.
Итальянский музыкант Катерино Кавос, приехавший в Россию с труппой под руководством антрепренёра Антонио Казасси, вскоре вошедшей в состав императорских театров, стал по сути настоящим родителем русской оперы. Ему принадлежит авторство первых оперных произведений, основанных на русской истории. Его произведения соответствовали стилю opera comique, но в них уже сквозила тема важных исторических вех. Именно Катерино Кавос первым сочинил оперу о подвиге русского крестьянина Ивана Сусанина — конечно, сюжет этого произведения был несколько упрощён и наивен, но надо учитывать специфику времени: красота музыки превалировала над тематикой сюжета, к которому в то время ещё не было должного отношения. И когда через несколько лет появилась одноимённая опера Глинки, именно Катерино Кавос, в ущерб собственному творению, принял новое талантливое произведение молодого композитора, открыв ему дорогу.
Значительное влияние на развитие российской музыкальной культуры оказал ирландский композитор Джон Филд, воспитавший плеяду русских музыкантов, среди которых Михаил Глинка, А. Верстовский, А. Гурилев, Н. Девитте, Шарль (Карл) Майер, А. И. Дюбюк — французский дворянин, ставший подданным России; а сын Джона Филда Леон Леонов стал знаменитым русским певцом, первым исполнителем партий в операх ученика своего отца Михаила Ивановича Глинки — партии Собинина в «Жизни за царя» и Финна в «Руслан и Людмила».
В России пели великие европейские мастера вокала Луиджи Лаблаш, Камилло Эверарди, ученики которого воспитали в свою очередь плеяду своих учеников-вокалистов, а те — уже своих, которые также стали педагогами новых поколений русских певцов; выступали немецкие и французские артисты, балетмейстеры (Шарль Дидло, Морис Петипа) и другие.
Многие труппы иностранных комедиантов, поначалу приезжая в Россию как частные антрепризы, приглашались затем «на казну» — то есть становились придворными, существующими за казённый (царский/императорский) счёт.

## Императорские театры
Особое положение среди русских театров занимали Императорские театры, находившиеся в ведении министерства Двора, а также правительственные театры в Варшаве. Начало Императорским театрам, как и официальному существованию театра в России вообще, положено 30 августа 1756 года, когда императрица Елизавета Петровна издала указ об учреждении в Санкт-Петербурге Российского театра, поручив управление театра Сумарокову. Впоследствии в состав придворного театра, кроме русской драматической труппы, вошли балет, камерная и бальная музыка, итальянская опера, французская и немецкая труппы.

### XVIII век. Театр при Елизавете Петровне
В царствование Елизаветы Петровны музыкальное и театральное дело очень выросло и стало на ноги. Никогда до тех пор Петербург не предоставлял публике такого изобилия и разнообразия зрелищ. Совместно с иностранными труппами стали выступать русские артисты. Так, с 1751 года в Зимнем дворце в составе Петербургской придворной итальянской труппы выступала Елизавета Белоградская, считающаяся первой профессиональной певицей России.
Наряду с иностранными труппами профессиональных артистов и музыкантов образовался театр в Шляхетском корпусе, где в 1749 году впервые поставлена была первая трагедия Сумарокова «Хорев», а в Ярославле организовался первый русский профессиональный театр Фёдора Волкова. В 1752 году по требованию Елизаветы Петровны труппа Волкова прибыла в Петербург, где представила для государыни мистерию Святого Димитрия Ростовского. Вскоре труппа вошла в состав образовавшихся по повелению императрицы Императорских театров.
День 30 августа 1756 года вошёл в русскую историю как положивший начало структуре Императорских театров России: состоялся указ об учреждении русского театра в Петербурге. В состав труппы вступили ярославцы — двое Волковы, Дмитревский и Попов. Под структурой Императорских театров стали постепенно как создаваться новые театры, так и объединяться уже существовавшие до того антрепризы.
Согласно Энциклопедии Брокгауза и Евфрона, именно тогда на русскую сцену вышли профессиональные актрисы на исполнение женских ролей; до того женские роли исполнялись мужчинами. Лишь после этого и в крепостных театрах появились женщины — исполнительницы женских ролей:

«На публичном театре женские роли впервые стали исполняться женщинами в 1757 году, вслед за учреждением постоянного русского театра. Первыми русскими актрисами были Марья и Ольга Ананьины и Мусина-Пушкина, из которых первая вышла замуж за Григория Волкова, вторая — за Шумского, третья — за Дмитревского. Выдающимися актрисами в XVIII столетии были Михайлова и Троепольская»
 С другой стороны, имеются сведения, что женские роли исполнялись актрисами ещё ранее в домашнем театре царевны Софьи Алексеевны.
В Москве русское сценическое искусство началось в 1756 году с открытия театра при Московском университете, который возглавил М. М. Херасков. Но труппа не могла быть постоянной — закончившие учёбу студенты одновременно заканчивали и актёрскую деятельность на университетской сцене. В 1757 году в Петербурге открылась итальянская опера известного антрепренёра Локателли, в 1759 году он же открыл театр в Москве, который просуществовал недолго — до 1762 года.
Екатерина II придавала театру высокое воспитательно-образовательное значение, но это сознание в её время было только теоретическим; на самом деле театр оставался благонравным развлечением, в котором балеты, оперы и драматические представления играли совершенно одинаковую роль. Всё же театр явился в России первым проводником народности.

### Театр при Екатерине II
При восшествии на престол Екатерины II придворных трупп в Петербурге было три: итальянская оперная, балетная и русская драматическая; в качестве вольной имела разрешение на представления немецкая труппа. В 1762 году была образована французская драматическая труппа. В 1766 году был издан «Стат всем принадлежащим к театру людям». Общая сумма ассигнований на театр достигала 138410 руб., в том числе на русский театр 10500 руб., тогда как на содержание французской труппы было назначено вдвое больше. Театральное ведомство при Екатерине II страдало постоянным дефицитом. В 1783 году впервые были установлены «пробы» (дебюты) для артистов. Тогда же стали давать платные спектакли для публики в городских театрах. Важной мерой была отмена казённой театральной монополии и установление свободы предпринимательства в области зрелищ и увеселений.
Большое распространение получили спектакли любителей из лиц высшего общества. В придворных спектаклях нередко принимали участие малолетние: это были в основном пажи, кадеты и воспитанницы вновь учрежденного Воскресенского новодевичьего (Смольного) монастыря.
В Москве начало театра относится к 1757 году, когда открылась итальянская опера известного Локателли. В 1759 году там был заведён публичный русский театр, но он просуществовал недолго. Особенно оживлено театральное дело в Москве было в 1762 году по случаю коронования Екатерины II. «После первого московского театра при Московском университете постоянно действующая антреприза началась в Москве с открытием в 1766 так называемого Российского театра, который возглавил полковник Н. С. Титов. Для его спектаклей императрица Екатерина II предоставила помещение московского придворного театра — Головинский Оперный дом [в Лефортове]. С 1 марта 1769 Титов отказался от руководства театром, и в июле антреприза перешла к Дж. Бельмонти и Дж. Чинти, которые для спектаклей сняли дом графа Р. И. Воронцова на улице Знаменке (так называемый Знаменский театр).
Во время чумы 1771 года Бельмонти умер, а Чинти исчез, и основным владельцем московской антрепризы стал князь П. В. Урусов, принявший к себе в товарищество в августе 1776 английского антрепренёра и механика Михаила Егоровича Медокса. В феврале 1780 Знаменский театр сгорел, и вскоре Урусов вышел из антрепризы, содержателем которой остался один Медокс, построивший Петровский театр. Труппа Петровского театра состояла как из вольных актёров, так и из крепостных; иногда помещики отдавали в наём или продавали целые труппы». Однако к XIX веку Михаил Егорович Медокс разорился, и все его театральные предприятия перешли в государственную казну.
Наряду с развитием императорских (государевых) театров при Екатерине II значительно увеличивалось количество дворовых крепостных театров в помещичьих усадьбах. При Екатерине II славились театры Румянцева, Волконского; у гр. Шереметева было четыре театра (в Петербурге, Москве и имениях Кусково и Останкино). В 1790-х гг. в Москве насчитывалось около 15 частных театров, при 160 актёрах и актрисах и 226 музыкантах и певчих. При этих домашних театрах были оркестры музыки, оперные и даже балетные труппы из крепостных. Такие помещичьи труппы бывали и в провинции. Так, в конце XVIII столетия особенно славились труппы гр. Волкенштейна близ Суджи (Курской губернии), Сумарокова в Тарусском уезде Калужской губернии, кн. Юсупова в с. Архангельском близ Москвы, кн. Щербатова при с. Утешении Тульской губернии и др. Из провинциальных городов в Харькове постоянный театр был основан в 1812 году, в Воронеже в 1787 году, в Тамбове в 1786 году, в Нижнем Новгороде в 1798 году, в Твери в 1787 году.
Энциклопедический словарь Ф. А. Брокгауза и И. А. Ефрона определяет: «В первый же период истории русского театра на сцене выработалась определённая школа в смысле некоторой преемственности и общности приемов, тона и стиля игры. Эта была школа европейская, точнее — французская. Первыми образцами, которым пришлось следовать первой русской труппе, были иноземные театры тогдашнего Петербурга, в особенности французская труппа Сериньи, состоявшая, по свидетельству современников, из весьма талантливых артистов. Близость этой труппы и репертуар первых лет, состоявший, кроме пьес Сумарокова, из переводов комедий Мольера, Детуша и Реньяра, ещё более обобщил артистическую физиономию обеих трупп, французской и русской». Во главе художественной части образованного русского театра был поставлен Дмитревский, который усвоил стиль и манеру игры лучших из европейских трагиков того времени и в тех же правилах воспитал целую плеяду современных ему русских актёров. Крутицкий, Гамбуров, Сандунов, Плавильщиков, А. Каратыгин, А. С. Яковлев, Семёнова и другие были талантливыми учениками, последователями и преемниками направления Дмитревского, то есть французской школы сценической игры.
С другой стороны принадлежность значительной части актёров к числу крепостных (ещё в начале XIX столетия Императорская труппа в Москве была сформирована путём скупки помещичьих трупп) не могла содействовать возвышению общественного положения актёров. Попав в императорские театры, крепостные стали освобождаться от крепостной зависимости. Из крепостных вышел и знаменитый артист Михаил Щепкин.

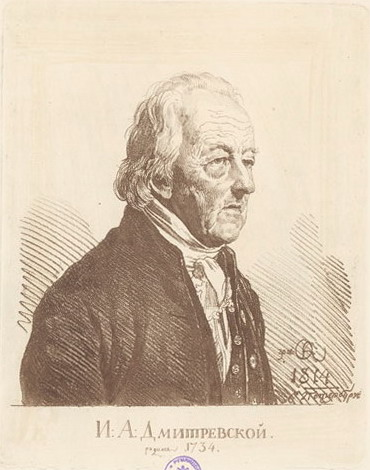
И. А. Дмитревский

Екатерина II придавала театру высокое воспитательно-образовательное значение, но это сознание в её время было только теоретическим; на самом деле театр оставался благонравным развлечением, в котором балеты, оперы и драматические представления играли совершенно одинаковую роль. Всё же театр явился в России первым проводником народности (Лукин, Аблесимов, Фонвизин).
Первой в истории русской драматургии социально-политической комедией стала пьеса Дениса Ивановича Фонвизина «Недоросль», где автор откровенно насмехался над своими персонажами, типичными представителями разных социальных слоев 18 столетия в России: государственными чинами, дворянами, барами-крепостниками, самозваными модными учителями. Не сразу, но пьеса была поставлена на сцене императорских театров: первая постановка комедии прошла в Петербурге в театре на Царицыном лугу 24 сентября 1782 года, а в Москве — 14 мая 1783 года в Большом Петровском театре Медокса. Первым исполнителем роли положительного персонажа комедии — Стародума — стал Иван Афанасьевич Дмитревский.

### XIX век и начало XX века
В начале XIX века, в 1803 году при Александре I в императорских театрах впервые произошло разделение на драматическую и музыкальную труппы, музыкальная в свою очередь разделилась на оперную и балетную. Идея такого разделения принадлежала Катерино Кавосу, который сам же возглавил оперу в Санкт-Петербурге. В Москве, хотя такое разделение официально произошло, музыкальная и драматическая части ещё долго были объединены единой сценой — до самого открытия в 1824 году новой драматической сцены, со временем получившей название Малого театра. Малый и Большой московские театры получили свои названия не сразу, поначалу их так называли исключительно по сравнительным характеристикам, лишь со временем они обрели официальный статус. Однако, несмотря на разделение трупп, обе сцены ещё долго были фактически неразрывны из-за общего руководства, администрации, общей костюмерной и иных необходимых театральных атрибутов.
Постепенно количество театров, входящих в управление императорской театральной конторой, увеличивалось. Это были петербургские и московские государственные театры, труппы которых размещались в Большом и Малом театре (Москва), в Мариинском, Александринском, Эрмитажном театре, Большом Каменном в (Петербурге). Актёры и все остальные работники императорских театров принадлежали не к одной труппе, а ко всем театрам и распоряжались ими чиновники конторы по своему усмотрению, потому легко назначались и переназначались на разные сцены. Нередко бывало, что актёр Александринского театра срочно командировался в московский Малый театр, а музыканты-питерцы переезжали в Большой театр Москвы. И соответственно — наоборот. Чиновники императорской конторы не обеспокоивались ни семьями, ни иными вопросами подчиненных им артистов. Чиновники ведали и репертуарной частью, от них зависело принимать или нет к постановке пьесу или музыкальный спектакль. Это не давало ходу свободе творчества, и потому все большее место в истории русского театра занимали частные труппы.

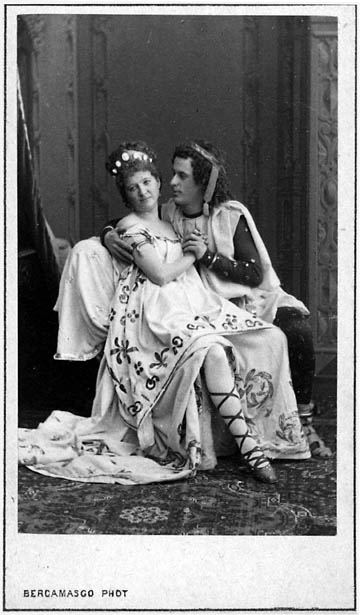
Спектакль «Прекрасная Елена» в Александринском театре (1870-е). Фотография Карла Бергамаско

Вся последующая история русского театра была историей господства западноевропейского, преимущественно французского, драматического искусства. Такое положение вещей продолжалось почти сто лет. Французская школа игры, акклиматизировавшись вполне на русской сцене и соответствуя внутреннему характеру репертуара, породила немалое количество сценических художников. Свойственная ей красота внешних приемов, отделка мельчайших подробностей игры, продуманность стиля и достоинства декламационной стороны исполнения вместе с глубоким уважением к искусству поставили лучших русских актёров наряду с крупными артистическими силами Запада. Были эпохи в истории русского театра, беспримерные по числу замечательных дарований, находившихся одновременно на сцене. Таково было время Щепкина, Шумского, Мочалова, Садовского, Самарина, П. Степанова, С. Васильева и Е. Н. Васильевой, Никифорова, Медведевой, Мартынова, Сосницкого, сестер Веры и Надежды Самойловых и их брата Василия Самойлова, а также до того их родителей Василия Михайловича и Софьи Васильевны Самойловых и др. артистов, работавших на московской и петербургской сценах.
XIX век стал для России открытием своих талантов. Русский театр, оказавшийся прекрасным учеником и принявший в себя основы западно-европейской культуры, стал искать собственные пути развития, ни в коем случае при этом не отстраняясь от своих учителей — деятелей западно-европейской культуры. Истинный хороший ученик всегда будет благодарен учителям. Происходило зарождение русской интеллигенции.
Это время характеризуется поднятием русского музыкального искусства — стало появляться много русских самобытных музыкантов, композиторов, вокалистов, танцоров и балетмейстеров, особенного успеха достигла русская опера. В музыке появилось своё русское направление, в развитии которого не последнюю роль сыграли композиторы «Могучей кучки», поставившие во главу угла музыкальных произведений не столько музыкальную красоту, услаждающую слух, а тему, сюжет музыкального произведения.
Первым русским театральным историографом стал Пимен Николаевич Арапов, подготовивший к изданию энциклопедическую «Летопись русского театра» (СПб., 1861), куда вошла вся история русского театра от 1673 до 26 ноября 1825 года. В России появилась театральная и музыкальная критика (один из ярчайших представителей её — Владимир Васильевич Стасов). В Санкт-Петербурге в 1808 году начинает выходить первый русский театральный журнал на русском языке — «Драматический вестник», периодичность — 2 раза в неделю. Второй русский театральный журнал, как и положено по традиции времени, стал выпускаться в Москве в 1811 г. — назывался «Журнал драматический». И уже через несколько лет количество различной театральной прессы насчитывалось несколько десятков, и все они выходили в Петербурге и Москве.
На театральной сцене, наряду с произведениями классической европейской драмы, занимали своё место отечественные произведения. Серьёзные драмы выдающихся русских литераторов Пушкина, Лермонтова, Гоголя, а также произведения менее значимых литераторов (Хмельницкий; Потехин; Ленский; Тарновский), отнюдь не теснили произведения европейских драматургов, а становились в единый ряд с ними. Легкие французские водевили не сходили с русских театральных подмостков, но охотно соседствовали с водевилями русских авторов, сочинявших свои творения во многом в стиле французских классических водевилей, однако с использованием отечественных социальных и бытовых основ и специфически отечественных тем.
В XIX веке русский театр постепенно становится выразителем исключительно российских социально-общественных идей. Новые поколения драматургов, режиссёров, актёров уже целиком сосредотачиваются на истории и социальных явлениях России.

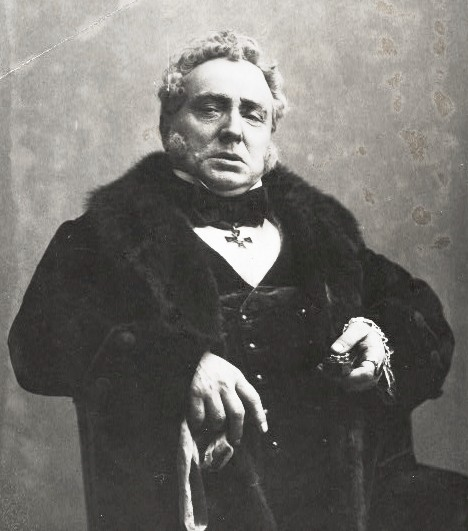
А. И. Южин в роли Фамусова (1915)

Большая роль в становлении реалистического русского театра отведена творчеству Александра Николаевича Островского. Новаторские театральные идеи Островского находили своё воплощение в первую очередь в императорских Малом (Москва) и Александринском (Петербург) театрах, а с императорских сцен переходили в частные антрепризы, работавшие в провинции.
С появлением Островского своеобразные его создания нашли себе превосходных исполнителей и истолкователей в среде блестящей актёрской плеяды, способной понять, усвоить и воспроизвести самые разнородные типы. Садовский и Шумский, прекрасные исполнители мольеровских типов, дали незабвенные образцы из галереи Островского. Высокие создания Шекспира, комизм театра Мольера и «русская душа» героев Островского — все было под силу этим крупным дарованиям, изощренным школой.
Однако все театральные новаторства после Островского в русском императорском театре закончились. Чиновная контора, в подчинении которой находились императорские театры, боялась любых катаклизмов, могущих помешать и покачнуть «чиновные кресла». Все новаторства в драматических императорских театрах были строжайше запрещены — роли переходили от одних актёров к следующим поколениям безо всяких изменений. А новые спектакли ставились в установленных разрешенных рамках.
Вскоре после Февральской революции Дирекция императорских театров была преобразована в Дирекцию государственных театров (директор Фёдор Батюшков), которая существовала до ноября 1917 года.

## Любительские театры

### Солдатские театры
Солдатские театры существовали в крупных гарнизонах. Появились в XVIII веке. В XVIII веке спектакли ставились для офицеров, по указанию начальства.
В XIX веке пьесы ставятся «для собственного удовольствия и для увеселения простого народа». Спектакли солдатских театров посещали нижние воинские чины, мещане, небогатые купцы, разночинцы, крестьяне.
Репертуар традиционный, народный. Как правило, ставились три — четыре пьесы. Самые распространённые комедии «Царь Максимилиан», «Царь Ирод», «Лодка». Тексты религиозных пьес «Царя Максимилиана» и «Царя Ирода» «сохраняются преданием». В «Лодке» поэтизировалась вольная разбойная жизнь. Другие спектакли: «Кедрил-обжора», «Потешный гаяр», опера «Мельник — колдун, обманщик и сват» и т. д.
Свои театры имели кантонисты.

## Частные театры
Наряду с развитием императорских театров в XIX веке широкое распространение получили частные театры. Руководили ими, как правило, профессиональные актёры и режиссёры, получившие образование в театральных училищах, входящих в систему императорских театров, но ищущие свой путь в искусстве, ушедшие от казённого направления императорских театров, в которых долгое время не дозволялось никаких новаторств, а роли переходили от одних актёров к приходящим молодым в точно таких же исполнительских трактовках.

### Частные провинциальные антрепризы
Провинциальные театральные антрепризы сыграли огромную роль в культурной жизни русской провинции. В XIX веке их в России стало огромное количество. Это были поначалу гастролирующие труппы. Постепенно какие-то из них обзаводились стационарными помещениями (специально для труппы антрепренёра П. А. Соколова в 1843—1845 было построено первое театральное здание на Урале, в Екатеринбурге — Первый городской театр (Екатеринбург)). О бродячих труппах повествует роман Шолом-Алейхема «Блуждающие звезды» — роман посвящён еврейским труппам, но так же точно существовали и любые другие в многонациональной стране. В отличие от столичных театров они несли ещё просветительно-образовательную функцию, причем куда большую, чем основное предназначение высокого искусства. С них по сути началась там театральная культура. Но вместе с тем они показали порочную политику централизации, свойственную России: провинция словно считалась местом второго сорта. Само слово «провинциальность» в русском языке приобрело презрительный оттенок, став синонимом полуобразованности, невысокого культурного и духовного уровня. Низшие слои русской провинции в XIX столетии часто были вообще неграмотны даже после отмены крепостного права.
В провинциальных антрепризах работали выдающиеся актёры, как, например Николай Хрисанфович Рыбаков, которому Островский посвятил роль Несчастливцева (пьеса «Лес»); они служили определённым трамплином для актёров и режиссёров, где те могли попрактиковаться перед работой в «настоящих» столичных театрах (например, артист Малого театра С. В. Шумский в 1847 году уехал в провинциальный Одесский театр попрактиковаться в исполнении ведущих ролей и, попрактиковавшись и получив определённый опыт, вернулся в Москву); с них начинали карьеру многие ставшие впоследствии знаменитыми деятели русской культуры, уходившие в дальнейшем на императорские сцены — работники провинциальных частных театров не могли иметь тех льгот, которые положены были артистам императорских театров, в частности, государственные актёры, покидая сцену в старости, обеспечивались пожизненной пенсией. Подобная централизационная с делением на столицы и провинции система губительно сказалась и продолжает сказываться на всей истории развития страны, не только её культуры.

### Частные столичные театры
В Москве первый частный театр для широкой публики удалось организовать Артистическому кружку в 1864 году.

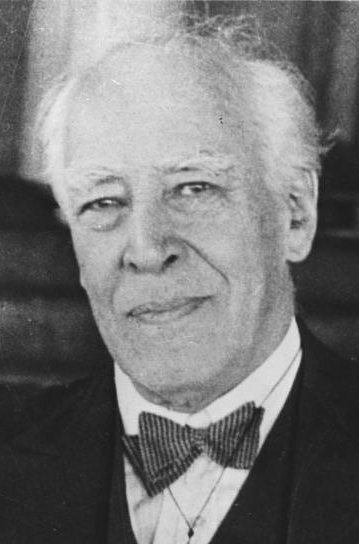
К. С. Станиславский

Из московских частных музыкальных театров конца XIX — начала XX веков в первую очередь необходимо назвать оперу Саввы Мамонтова и оперный театр Сергея Ивановича Зимина.
Также в это время работали несколько драматических частных театров: театр Корша, Соловцова, др. В предреволюционные годы появились МХТ Станиславского и Немировича-Данченко, Камерный театр Таирова, в 1901 году в Петербурге открылся «Новый театр» под руководством Л. Б. Яворской, просуществовавший несколько лет; в Петербурге работал Евреинов — все они представляли новые театральные явления, не вписывающиеся в ставшие тесными рамки императорских театров.
Особое место в развитии реалистического направления в театре и русского драматического искусства занимают теоретические разработки Станиславского, ставшие достоянием всего мирового театрального движения. Он создал Систему, которая является всемирно признанным методом обучения актёрскому мастерству, заложившим фундамент современной науки о театре. Кроме того, он стал одним из родоначальников, создателем и фактически изобретателем режиссуры как профессии. Реформа режиссёрского искусства, осуществленная Станиславским (вместе с коллегой и вторым-основателем Художественного театра Владимиром Немировичем-Данченко и его учеником Евгением Вахтанговым), дала новое направление искусству театра. Фактически Станиславский стал творцом новой эстетики сценического искусства, утверждавшей взгляд на спектакль как на целостное художественное произведение, где все компоненты, образ, создаваемый актёром, пластическое решение, декорации, музыкальное оформление, подчинены общей идее, общему замыслу и согласованы между собой. Новые цели, поставленные перед всеми творцами спектакля, принципиально изменили роль каждого из них в его создании.

## Основные театральные эстетики времени
Время конца XIX — начала XX столетий связано со становлением новых театральных эстетик, которые поначалу совпадали с революционными социальными преобразованиями.
М. В. Лентовский видел театр в развитии традиций площадного искусства, идущего от скоморошества, как гала-представления, захватывающие зрителей и переходящие в массовые празднества.
Станиславский и Немирович-Данченко в Московском Художественном театре стали основателями психологического театра, разрабатывая и дополняя каждый сценический образ невидимой зрителю предысторией, стимулирующей те или иные поступки персонажа.

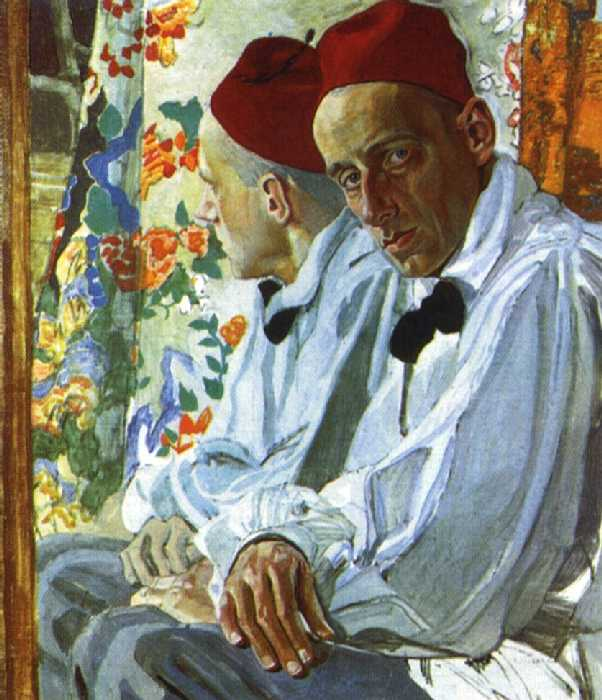
В. Э. Мейерхольд

Эстетикой Мейерхольда стала разработка театральных форм, в частности, сценического движения, он является автором системы театральной биомеханики. Искренний и порывистый, он сразу воспринял революционные новшества, ища новаторские формы и неся их в театральное искусство, напрочь разламывая академические драматические рамки.
Таиров работал над развитием театра как синтетического жанра.
Эстетические поиски Фореггера лежали в развитии театральных условностей, театральной пластике и ритме, сценических пародий, его разработки по биодвижению оказались близки к эстетике «Синей блузы», в спектаклях которой он тоже принимал участие.
Драматические классические основы незыблемо хранил Малый театр, продолжая исторические традиции в новых социальных условиях.

## После 1917 года
После революции все театры — императорские и частные — были национализированы и перестали быть средством получения прибыли. Начался бурный рост количества театров. Так, из 45 театров, значившихся в списках театров Петрограда и действовавших в сезонах 1917/1918 — 1920/1921 годов, 27 возникли в 1917—1920 годах. В театр пришла новая публика. О новом отношении зрителя Н. А. Обухова писала: «От прежнего пресыщенного и скучающего зрителя императорских театров его отличало необычайно чуткое отношение к спектаклю, огромная непосредственность, жажда знаний. Каждый, даже рядовой спектакль превращался в праздник». Творческие силы народа получили возможность реализации. «Надо удивляться мощному духу пролетария, когда он, утомленный работой, военным обучением, заботой о куске хлеба, аккуратно приходил в студию и скудный остаток (часа 3-4) своего отдыха отдавал искусству», — вспоминал об этом времени бывший актёр МХАТ, а в те годы режиссёр Центральной студии Пролеткульта В. С. Смышляев
Годы НЭПа — время процветания театров-кабаре. Одновременно появились ТРАМы— театры рабочей молодёжи. Широкое распространение получили агитационно-массовые формы. Для произведений этого жанра характерны аллегории, условный отказ от изображения личности, злободневная тематика. Заметным явлением той поры были массовые театрализованные праздники. Подготовка к ним объединяла усилия поэтов, актёров, художников, режиссёров, музыкантов, а действие предполагало участие нескольких тысяч человек. Первый такой праздник под названием «Мистерия освобожденного труда» состоялся 1 мая 1920 года в Петрограде.
Однако и драматические театры, привлекая нэпманов в зрительные залы, искали для постановки пьесы легких жанров: сказки и водевили — так на сцене недавно тогда появившейся студии Вахтангова родился спектакль по сказке Карло Гоцци, за лёгким жанром которого скрывалась острая социальная сатира. Но подобные спектакли были, пожалуй, исключением. В основном новые советские пьесы были прокламацией и лозунгами новой власти.
Первым советским спектаклем стала «Мистерия-буфф» — пьеса Владимира Маяковского в постановке Всеволода Мейерхольда с оформлением Казимира Малевича, правда, выдержала она всего три представления.
Появлялись новые театры с новыми сценическими эстетиками — например, на Арбате в 1920 году свою театральную студию Мастфор открыл Николай Фореггер — именно там делали первые сценические шаги Сергей Эйзенштейн, Сергей Юткевич, Сергей Герасимов, Тамара Макарова, Борис Барнет, Владимир Масс и ещё очень многие будущие выдающиеся деятели советского искусства.
Тогда же возникло театральное движение «Синяя блуза».
В то же время продолжали работу бывшие частные национализированные МХТ, Камерный театр, Опера Зимина, бывшие императорские и тоже национализированные Большой и Малый театры.
После некоторого перерыва продолжил в новых советских условиях свою работу единственный в мире Театр зверей дрессировщика и ученого-естествоиспытателя Владимира Леонидовича Дурова. Дурову и его семье позволилось даже ещё какое-то время жить в бывшем его, но национализированном помещении театра, которое поначалу было в первую очередь домом известного дрессировщика.
С 1920-х годов начинает выступления с куклами бывший мхатовец Сергей Владимирович Образцов.

## Театр в СССР
В Большом театре появились оперы и балеты на исключительно советские сюжеты; была создана высококлассная школа классического балета; шли интересные пьесы талантливых советских авторов на драматических сценах; новые имена актёров, режиссёров, танцоров, балетмейстеров, певцов, эстрадных исполнителей заняли высокое место в истории русского театра; появилась советская театральная аналитика, театроведение, стал выходить журнал «Театр». Навсегда в истории страны остались имена Месереров, выдающихся артистов балета и хореографов Галины Улановой, Майи Плисецкой, Константина Сергеева, Юрия Григоровича и многих других; режиссёров драматического театра К. С. Станиславского, Вл. И. Немировича-Данченко, Евгения Вахтангова, Всеволода Мейерхольда, Александра Таирова, Алексея Дикого, Рубена Симонова, Георгия Товстоногова, Олега Ефремова, Анатолия Эфроса, Юрия Любимова, актёров Василия Качалова, Николая Хмелёва, Соломона Михоэлса, Марии Бабановой, Алисы Коонен, Иннокентия Смоктуновского, драматургов Михаила Булгакова, Алексея Арбузова, Виктора Розова, Александра Володина, и ещё очень многих выдающихся деятелей советского театра.
В 1924 году специальным декретом в стране была запрещена деятельность всех пластических и ритмопластических студий. В течение последующих десятилетий часть театров была фактически разгромлена (Мастфор — в 1924 году; Театральное движение «Синяя блуза» — в 1933 году; Театр им. Мейерхольда (ГосТиМ) — в 1938 году; Еврейский театр (ГОСЕТ) с Соломоном Михоэлсом (был убит на год раньше, в 1948 г.) — в 1949 году; Камерный театр Таирова — в 1950 году), а многие деятели культуры расстреляны или приговорены к заключению.

Постановление Оргбюро ЦК ВКП(б) от 26 августа 1946 г. «О репертуаре драматических театров и мерах по его улучшению» запретило обращение к иностранным современным авторам в драматических театрах. В постановлении, в частности, отмечалось:
«ЦК ВКП(б) считает, что одной из важных причин крупных недостатков в репертуаре драматических театров является неудовлетворительная работа драматургов. Многие драматурги стоят в стороне от коренных вопросов современности, не знают жизни и запросов народа, не умеют изображать лучшие черты и качества советского человека. Эти драматурги забывают, что советский театр может выполнить свою важную роль в деле воспитания трудящихся только в том случае, если он будет активно пропагандировать политику советского государства, которая является жизненной основой советского строя. В работе драматургов отсутствуют необходимая связь и творческое сотрудничество с театрами. Правление Союза советских писателей, обязанность которого состоит в том, чтобы направлять творчество драматургов в интересах дальнейшего развития искусства и литературы, фактически устранилось от руководства деятельностью драматургов, ничего не делает для повышения идейно-художественного уровня создаваемых ими произведений, не борется против пошлости и халтуры в драматургии. Неудовлетворительное состояние репертуара драматических театров объясняется также отсутствием принципиальной большевистской театральной критики».

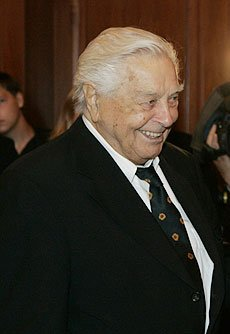
Ю. П. Любимов

В период «оттепели» в культуру театра стремительно вошло поколение шестидесятников. По распоряжению министра культуры Екатерины Алексеевны Фурцевой открылся знаменитый московский театр на Таганке под руководством Юрия Петровича Любимова — театр, который сразу выявил оппозиционный настрой к театральному соцреализму и отход к театру поэтическому, символическому, площадному.
Ещё одно большое новшество времени — в 1963 году в Москве, в районе Измайлово, появился Театр мимики и жеста, преобразованный из студии, первый в мире стационарный театр для глухонемых. Сценические средства выразительности в этом театре основаны на пластике, элементах пантомимы, музыки, танца. Жест, доведённый до совершенства, делает спектакль доступным глухонемому зрителю. При этом действие сопровождается речью диктора, который синхронно озвучивает спектакль.
В Советском Союзе открывались детские театры, ТЮЗы (театры юного зрителя), 21 ноября 1965 года торжественно открылся Московский государственный академический детский музыкальный театр под руководством Наталии Ильиничны Сац.
Столичная театральная жизнь всё-таки существовала. Но попасть в столицу из провинциальных городов и сел оказывалось непросто. Москва и Ленинград были заблокированы пропиской. Самые талантливые актёры и режиссёры провинции назначались в Москву, а провинциальные сцены «оголялись». Театры в русских провинциальных городах строились и существовали, однако их уровень был не сопоставим со столичными театрами Москвы и Ленинграда.
Но в столичных театрах тоже были свои порядки; после относительно «оттепельных» лет всё более ужесточалась система государственного руководства — как и когда-то Цензорский комитет закрывал спектакли в императорских театрах, советская партийная номенклатура (Министерство Культуры СССР, «Главлит», партийные районные и городские функционеры — райкомы и горкомы) точно по таким же идеологическим соображениям не допускала на советскую сцену многие драматические произведения, а кого-то — буквально выталкивая в эмиграцию. Так случилось, например, с Юрием Любимовым.
Перестройка вызвала, в числе других изменений, и к театральным переустройствам (снятие цензуры, раскол МХАТ, появление антерпризы и др.). Но экономический кризис конца 80-х — начала 90-х годов привел к кризису репертуарного театра и тому, что театрами мало интересовались.

## XXI век
С 2022 года, после начала полномасштабной войны с Украиной, из России уехало большое количество связанных с театром россиян, режиссеров и артистов.